# فهرست حقوق سران کشورها و دولت‌ها
این فهرستی از حقوق رؤسای کشورها و حکومت‌ها است که عموماً نظامی پارلمانی دارند. در نظام‌های ریاست جمهوری رئیس‌جمهور اغلب متصدی هر دو رئیس کشور و حکومت است. برخی از کشورها نظامی نیمه‌ریاستی دارند، طوری که نقش رئیس دولت توسط هر دو رئیس کشور و رئیس دولت انجام می‌شود.

## کشورهای عضو و ناظران سازمان ملل متحد
| فهرست کشورهای مستقل    | رئیس کشور (دلار)                               | رئیس حکومت (دلار)                              | حقوق رئیس دولت تقسیم بر تولید ناخالص داخلی [۱ در میلیون] | حقوق رئیس دولت تقسیم بر تولید ناخالص داخلی [۱ در میلیون] | حقوق رئیس دولت تقسیم بر تولید ناخالص داخلی سرانه | حقوق رئیس دولت تقسیم بر تولید ناخالص داخلی سرانه |
| ---------------------- | ---------------------------------------------- | ---------------------------------------------- | -------------------------------------------------------- | -------------------------------------------------------- | ------------------------------------------------ | ------------------------------------------------ |
| افغانستان              | ۱۳٬۴۰۰ دلار (رئیس‌جمهور)                        | ۱۳٬۴۰۰ دلار (رئیس‌جمهور)                        | ۰٫۶۴۱۵                                                   |                                                          | ۲۲٫۷۸۹۱                                          |                                                  |
| آلبانی                 | ۱۹٬۶۶۵ دلار (رئیس‌جمهور)                        | ۲۰٬۴۰۰ دلار (نخست‌وزیر)                         | ۱٫۵۱۲۶                                                   | ۱٫۵۶۹۱                                                   | ۴٫۲۹۰۹                                           | ۴٫۴۵۱۲                                           |
| الجزایر                | ۱۶۸٬۰۰۰ دلار (رئیس‌جمهور)                       | ۶۱٬۱۰۰ دلار (نخست‌وزیر)                         | ۰٫۹۴۲۳                                                   |                                                          | ۳۹٫۱۴۲۶                                          |                                                  |
| آندورا                 | شاهزاده                                        | ۸۲٬۸۰۰ دلار (نخست‌وزیر)                         |                                                          |                                                          |                                                  |                                                  |
| آنگولا                 | ۷۴٬۴۸۰ دلار (رئیس‌جمهور)                        | ۶۱٬۳۳۰ دلار (معاون رئیس)                       | ۰٫۴۸۳۱                                                   |                                                          | ۱۳٫۶۱۱۶                                          |                                                  |
| آنتیگوآ و باربودا      | ۴۰٬۲۲۵ دلار (استاندار                          | ۵۵٬۵۰۴ دلار (نخست‌وزیر)                         | ۲۶٫۲۰۵۲                                                  | ۲۶٫۰۵۸۶                                                  | ۲٫۴۰۸۴                                           | ۲٫۳۹۴۹                                           |
| آرژانتین               | ۶۵٬۳۲۰ دلار (رئیس‌جمهور)                        | ۶۵٬۳۲۰ دلار (رئیس‌جمهور)                        | ۰٫۱۰۲۴                                                   |                                                          | ۴٫۵۱۵۱                                           |                                                  |
| ارمنستان               | ۳۲٬۴۰۰ دلار (رئیس‌جمهور)                        | ۲۹٬۵۷۰ دلار (نخست‌وزیر)                         | ۲٫۹۳۵۶                                                   | ۲٫۶۷۹۲                                                   | ۸٫۳۹۱۶                                           | ۷٫۶۵۸۶                                           |
| استرالیا               | ۳۴۶٬۷۷۷ دلار (فرماندار کل)                     | ۳۸۴٬۷۶۷ دلار (نخست‌وزیر)                        | ۰٫۳۰۸۱                                                   | ۰٫۳۶۷۸                                                   | ۷٫۶۲۹۲                                           | ۹٫۱۰۷۳                                           |
| اتریش                  | ۴۱۰٬۰۰۰ دلار (رئیس‌جمهور)                       | ۳۲۸٬۶۰۰ دلار (صدراعظم)                         | ۰٫۹۸۳۶                                                   | ۰٫۷۸۸۳                                                   | ۸٫۶۶۹۹                                           | ۶٫۹۴۸۶                                           |
| جمهوری آذربایجان       | ۲۲۵٬۰۰۰ دلار (رئیس‌جمهور)                       | ۱۷٬۰۰۰ دلار (نخست‌وزیر)                         | ۵٫۵۳۲۳                                                   |                                                          | ۵۴٫۳۳۴۷                                          |                                                  |
| باهاما                 | ۳۷٬۰۰۰ دلار (استاندار)                         | ۸۶٬۰۰۰ دلار (نخست‌وزیر)                         | ۴٫۰۵۳۹                                                   | ۹٫۴۲۲۶                                                   | ۱٫۱۸۳۸                                           | ۲٫۷۵۱۶                                           |
| بحرین                  | ۲۲٬۴۰۰٬۰۰۰ دلار (پادشاه)                       | ۲۳۹٬۴۰۰ دلار (نخست‌وزیر)                        |                                                          | ۶٫۸۶۰۶                                                   |                                                  | ۹٫۹۶۳                                            |
| بنگلادش                | ۱۷٬۱۰۰ دلار (رئیس‌جمهور)                        | ۱۶٬۴۰۰ دلار (نخست‌وزیر)                         | ۰٫۰۶۵۴                                                   | ۰٫۰۶۲۷                                                   | ۱۰٫۶۷۴۲                                          | ۱۰٫۲۳۷۲                                          |
| باربادوس               | ۱۱۰٬۴۹۹ دلار (استاندار)                        | ۱۰۱٬۵۸۸ دلار (نخست‌وزیر)                        |                                                          | ۲۱٫۰۷۲                                                   |                                                  | ۵٫۶۸۸۳                                           |
| بلاروس                 | ۳۳٬۶۰۰ دلار (رئیس‌جمهور بلاروس)                 |                                                | ۰٫۶۱۷۲                                                   |                                                          | ۵٫۸۳۳۳                                           |                                                  |
| بلژیک                  | ۱۴٬۴۵۴٬۴۴۰ دلار (پادشاه)                       | ۲۶۲٬۹۶۴ دلار (نخست‌وزیر)                        | ۲۹٫۲۱۶۶                                                  | ۰٫۵۳۱۵                                                   | ۳۳۱٫۶۶۰۸                                         | ۶٫۰۳۳۸                                           |
| بلیز                   | ۲۶٬۲۴۱ دلار (استاندار)                         | ۴۵٬۵۰۰ دلار (نخست‌وزیر)                         | ۱۴٫۴۲۶۱                                                  | ۲۵٫۰۱۳۷                                                  | ۵٫۴۶                                             | ۹٫۴۶۷۳                                           |
| بنین                   | ۲۹٬۸۱۰ دلار (رئیس‌جمهور)                        |                                                | ۳٫۱۶۷۹                                                   |                                                          | ۳۵٫۹۱۵۷                                          |                                                  |
| بوتان (کشور)           | فرمانروا                                       | ۳۷٬۳۶۵ دلار (نخست‌وزیر)                         |                                                          | ۱۶٫۰۹۸۷                                                  |                                                  | ۱۲٫۸۷۱۲                                          |
| بولیوی                 | ۳۹٬۹۲۴ دلار (رئیس‌جمهور)                        | ۳۹٬۹۲۴ دلار (رئیس‌جمهور)                        | ۱٫۰۷۵۵                                                   | ۱٫۰۷۵۵                                                   | ۱۱٫۹۰۶۹                                          | ۱۱٫۹۰۶۹                                          |
| بوسنی و هرزگوین        | ۴۲٬۶۵۰ دلار (رئیس‌جمهور)                        |                                                | ۲٫۴۴۳۱                                                   |                                                          | ۸٫۲۸۳۲                                           |                                                  |
| بوتسوانا               | ۶۵٬۷۶۰ دلار (رئیس‌جمهور)                        | ۶۵٬۷۶۰ دلار (رئیس‌جمهور)                        | ۳٫۹۳۱۸                                                   | ۳٫۹۳۱۸                                                   | ۸٫۳۴۸۴                                           | ۸٫۳۴۸۴                                           |
| برزیل                  | ۱۰۲٬۵۲۴ دلار (رئیس‌جمهور، ۲۰۱۹)                 | ۱۰۲٬۵۲۴ دلار (رئیس‌جمهور، ۲۰۱۹)                 | ۰٫۰۵۸۴                                                   | ۰٫۰۵۸۴                                                   | ۱۲٫۱۲۷۳                                          | ۱۲٫۱۲۷۳                                          |
| برونئی                 | ۱٬۹۸۶٬۷۶۸٬۰۰۰ دلار (سلطان)                     | ۱٬۹۸۶٬۷۶۸٬۰۰۰ دلار (سلطان)                     |                                                          |                                                          |                                                  |                                                  |
| بلغارستان              | ۷۹٬۰۰۰ دلار (رئیس‌جمهور)                        | ۵۰٬۰۰۰ دلار (نخست‌وزیر)                         | ۱٫۳۸۷۴                                                   | ۰٫۸۷۸۱                                                   | ۹٫۷۹۶۶                                           | ۶٫۲۰۰۴                                           |
| بورکینافاسو            | ۳۳٬۸۱۰ دلار (رئیس‌جمهور)                        | ۱۷٬۴۷۷ دلار (نخست‌وزیر)                         | ۲٫۵۶۳۹                                                   |                                                          | ۵۰٫۹۱۸۷                                          |                                                  |
| بوروندی                | ۴۷٬۳۰۰ دلار (رئیس‌جمهور)                        | ۴۷٬۳۰۰ دلار (رئیس‌جمهور)                        | ۱۳٫۹۴۰۵                                                  | ۱۳٫۹۴۰۵                                                  | ۱۵۱٫۶۰۲۶                                         | ۱۵۱٫۶۰۲۶                                         |
| کامبوج                 |                                                | ۳۰٬۰۰۰ دلار (نخست‌وزیر)                         |                                                          | ۱٫۳۴۸۲                                                   |                                                  | ۲۱٫۵۸۲۷                                          |
| کامرون                 | ۶۲۰٬۹۷۶ دلار (رئیس‌جمهور)                       |                                                | ۱۸٫۲۶۰۸                                                  |                                                          | ۴۴۳٫۲۳۷۷                                         |                                                  |
| کانادا                 | ۲۹۰٬۰۰۰ دلار (فرماندار کل)                     | ۲۶۰٬۲۰۰ دلار (نخست‌وزیر)                        | ۰٫۱۷۵۵                                                   | ۰٫۱۵۷۵                                                   | ۶٫۴۳۳۴                                           | ۵٫۷۷۲۳                                           |
| کیپ ورد                | ۲۰٬۳۸۰ دلار (رئیس‌جمهور)                        |                                                | ۱۱٫۷۹۴                                                   |                                                          | ۶٫۲۹۴                                            |                                                  |
| جمهوری آفریقای مرکزی   | ۴۲٬۵۲۴ دلار (رئیس‌جمهور)                        |                                                | ۲۱٫۳۴۷۴                                                  |                                                          | ۱۰۹٫۸۸۱۱                                         |                                                  |
| چاد                    | ۱۶٬۶۴۰ دلار (رئیس‌جمهور)                        | ۱۶٬۶۴۰ دلار (رئیس‌جمهور)                        |                                                          |                                                          |                                                  |                                                  |
| شیلی                   | ۱۹۶٬۰۰۰ دلار (رئیس‌جمهور)                       | ۱۹۶٬۰۰۰ دلار (رئیس‌جمهور)                       | ۰٫۶۴۹۷                                                   | ۰٫۶۴۹۷                                                   | ۱۱٫۹۴۴۳                                          | ۱۱٫۹۴۴۳                                          |
| چین                    | ۲۲٬۰۰۰ دلار (دبیرکل) و رئیس‌جمهور)              | ۱۳٬۲۶۹ دلار (نخست‌وزیر)                         | ۰٫۰۰۱۸                                                   |                                                          | ۲٫۵۴۵۴                                           |                                                  |
| کلمبیا                 | ۱۳۴٬۶۷۶ دلار (رئیس‌جمهور)                       | ۱۳۴٬۶۷۶ دلار (رئیس‌جمهور)                       | ۰٫۴۳۵۶                                                   | ۰٫۴۳۵۶                                                   | ۲۱٫۴۶۹۲                                          | ۲۱٫۴۶۹۲                                          |
| کومور                  | ۱۱۷٬۰۶۰ دلار (رئیس‌جمهور)                       | ۱۱۷٬۰۶۰ دلار (رئیس‌جمهور)                       | ۱۷۷٫۶۳۲۸                                                 | ۱۷۷٫۶۳۲۸                                                 | ۱۴۸٫۵۵۳۳                                         | ۱۴۸٫۵۵۳۳                                         |
| جمهوری دموکراتیک کنگو  | ۵۱٬۵۰۰ دلار (رئیس‌جمهور)                        |                                                | ۱٫۲۴۲۷                                                   |                                                          | ۱۰۷٫۷۴۰۶                                         |                                                  |
| جمهوری کنگو            | ۱۰۸٬۴۰۰ دلار (رئیس‌جمهور)                       |                                                | ۱۳٫۸۹۹۲                                                  |                                                          | ۵۵٫۳۶۲۶                                          |                                                  |
| کاستاریکا              | ۱۱۳٬۵۲۰ دلار (رئیس‌جمهور)                       | ۱۱۳٬۵۲۰ دلار (رئیس‌جمهور)                       | ۱٫۹۵۵۴                                                   | ۱٫۹۵۵۴                                                   | ۹٫۷۱۵                                            | ۹٫۷۱۵                                            |
| کرواسی                 | ۴۴٬۳۷۵ دلار (رئیس‌جمهور)                        | ۳۹٬۴۲۲ دلار (نخست‌وزیر)                         | ۰٫۸۲۹۱                                                   |                                                          | ۳٫۴۴۰۴                                           |                                                  |
| کوبا                   | ۳۶۰ دلار (رئیس‌جمهور)                           | ۳۶۰ دلار (رئیس‌جمهور)                           |                                                          |                                                          |                                                  |                                                  |
| قبرس                   | ۹۰٬۰۲۵ دلار (رئیس‌جمهور)                        | ۹۰٬۰۲۵ دلار (رئیس‌جمهور)                        | ۴٫۲۲۴۵                                                   | ۴٫۲۲۴۵                                                   | ۳٫۶۰۴۵                                           | ۳٫۶۰۴۵                                           |
| جمهوری چک              | ۱۴۹٬۵۱۶٫۶۴ دلار (رئیس‌جمهور)                    | ۱۲۰٬۷۰۲٫۴۸ دلار (نخست‌وزیر)                     | ۰٫۰۵۳۸                                                   | ۰٫۰۴۳۴                                                   | ۰٫۵۶۹۵                                           | ۰٫۴۵۸۷                                           |
| دانمارک                | ۱۱٬۳۵۰٬۷۴۴ دلار (ملکه)                         | ۲۴۹٬۷۷۴ دلار (نخست‌وزیر)                        | ۳۴٫۹۸۰۹                                                  | ۰٫۷۶۹۸                                                   | ۲۰۱٫۰۹۷۴                                         | ۴٫۴۲۵۲                                           |
| جیبوتی                 | ۱۰٬۰۰۰ دلار (رئیس‌جمهور)                        |                                                | ۴٫۸۰۳۱                                                   |                                                          | ۵٫۰۲۷۷                                           |                                                  |
| دومینیکا               | ۳۳٬۶۷۱ دلار (رئیس‌جمهور)                        | ۲۱٬۶۶۶ دلار (نخست‌وزیر)                         |                                                          | ۳۵٫۶۳۴۹                                                  |                                                  | ۲٫۷۳۵۳                                           |
| جمهوری دومینیکن        | ۱۲۰٬۰۰۰ دلار (رئیس‌جمهور)                       | ۱۲۰٬۰۰۰ دلار (رئیس‌جمهور)                       | ۱٫۵۹۹۶                                                   | ۱٫۵۹۹۶                                                   | ۱۶٫۲۷۱۲                                          | ۱۶٫۲۷۱۲                                          |
| تیمور شرقی             | ۳۰٬۰۰۰ دلار (رئیس‌جمهور)                        | ۲۷٬۰۰۰ دلار (نخست‌وزیر)                         | ۱۱٫۰۴۵۷                                                  | ۹٫۹۴۱۱                                                   | ۱۴٫۲۵۸۶                                          | ۱۲٫۸۳۲۷                                          |
| اکوادور                | ۷۵٬۱۳۲ دلار (رئیس‌جمهور)                        | ۷۵٬۱۳۲ دلار (رئیس‌جمهور)                        | ۰٫۷۳۴۳                                                   | ۰٫۷۳۴۳                                                   | ۱۲٫۳۲۰۸                                          | ۱۲٫۳۲۰۸                                          |
| مصر                    | ۷۰٬۴۰۰ دلار (رئیس‌جمهور)                        |                                                | ۰٫۲۹۷                                                    |                                                          | ۲۸٫۱۴۸۷                                          |                                                  |
| السالوادور             | ۶۲٬۱۷۲ دلار (رئیس‌جمهور)                        | ۶۲٬۱۷۲ دلار (رئیس‌جمهور)                        | ۲٫۲۱۸۶                                                   | ۲٫۲۱۸۶                                                   | ۱۴٫۱۳                                            | ۱۴٫۱۳                                            |
| گینه استوایی           | ۱۵۲٬۶۸۰ دلار (رئیس‌جمهور)                       |                                                | ۱۵٫۱۶۳۴                                                  |                                                          | ۱۱٫۹۹۶۵                                          |                                                  |
| اریتره                 | ۶٬۰۰۰ دلار (رئیس‌جمهور)                         | ۶٬۰۰۰ دلار (رئیس‌جمهور)                         |                                                          |                                                          |                                                  |                                                  |
| استونی                 | ۷۴٬۵۹۵ دلار (رئیس‌جمهور)                        | ۷۴٬۵۹۵ دلار (نخست‌وزیر)                         | ۲٫۸۷۲                                                    | ۲٫۸۷۲                                                    | ۳٫۷۵۹۸                                           | ۳٫۷۵۹۸                                           |
| اتیوپی                 | ۴۵٬۲۷۰ دلار (رئیس‌جمهور)                        | ۳٬۶۰۰ دلار (نخست‌وزیر)                          | ۰٫۵۵۹۸                                                   | ۰٫۵۴۹۹                                                   | ۵۱٫۸۵۵۷                                          | ۵۰٫۹۳۹۳                                          |
| فیجی                   | ۶۲٬۷۸۴ دلار (رئیس‌جمهور)                        | ۱۱۳٬۴۹۵ دلار (نخست‌وزیر)                        | ۱۲٫۴۲۲۶                                                  | ۲۲٫۴۵۶۵                                                  | ۱۰٫۹۳۸                                           | ۱۹٫۷۷۲۶                                          |
| فنلاند                 | ۱۴۱٬۳۶۷ دلار (رئیس‌جمهور)                       | ۱۶۳٬۹۰۶ دلار (نخست‌وزیر)                        | ۰٫۶۱۳۲                                                   | ۰٫۶۰۸۱                                                   | ۳٫۳۷۴۵                                           | ۳٫۳۴۶۶                                           |
| فرانسه                 | ۱۹۴٬۳۰۰ دلار (رئیس‌جمهور)                       | ۲۲۰٬۵۰۰ دلار (نخست‌وزیر)                        | ۰٫۰۷۵۲                                                   | ۰٫۰۸۵۳                                                   | ۴٫۸۷۳۵                                           | ۵٫۵۳۰۶                                           |
| گابن                   | ۶۵٬۰۰۰ دلار (رئیس‌جمهور)                        |                                                | ۴٫۴۹۳                                                    |                                                          | ۸٫۱۵۳۵                                           |                                                  |
| گامبیا                 | ۶۵٬۰۰۰ دلار (رئیس‌جمهور)                        | ۶۵٬۰۰۰ دلار (رئیس‌جمهور)                        | ۶۲٫۶۲۰۴                                                  | ۶۲٫۶۲۰۴                                                  | ۱۳۵٫۴۱۶۷                                         | ۱۳۵٫۴۱۶۷                                         |
| گرجستان                | ۹۰٬۸۹۰ دلار (رئیس‌جمهور)                        | ۹۰٬۸۹۰ دلار (نخست‌وزیر)                         |                                                          |                                                          |                                                  |                                                  |
| آلمان                  | ۲۶۸٬۴۴۸ دلار (رئیس‌جمهور)                       | ۳۶۹٬۷۲۷ دلار (صدر اعظم)                        | ۰٫۰۶۵۴                                                   | ۰٫۰۸۱۴                                                   | ۵٫۴۰۸۱                                           | ۶٫۷۲۹۲                                           |
| غنا                    | ۷۶٬۰۰۰ دلار (رئیس‌جمهور)                        | ۷۶٬۰۰۰ دلار (رئیس‌جمهور)                        | ۱٫۶۱۵۹                                                   | ۱٫۶۱۵۹                                                   | ۴۵٫۷۰۰۵                                          | ۴۵٫۷۰۰۵                                          |
| یونان                  | ۱۵۴٬۷۳۹ دلار (رئیس‌جمهور)                       | ۸۲٬۴۰۵ دلار (نخست‌وزیر)                         | ۰٫۷۷۱                                                    | ۰٫۴۱۰۶                                                   | ۸٫۳۰۲۸                                           | ۴٫۴۲۱۶                                           |
| گرنادا                 | ۵۵٬۰۱۴ دلار (استاندار)                         | ۲۹٬۸۵۹ دلار (نخست‌وزیر)                         |                                                          | ۲۲٫۳۱۹۵                                                  |                                                  | ۲٫۳۹۳۵                                           |
| گواتمالا               | ۱۷۸٬۶۸۰ دلار (رئیس‌جمهور)                       | ۱۷۸٬۶۸۰ دلار (رئیس‌جمهور)                       | ۲٫۳۶۱۶                                                   | ۲٫۳۶۱۶                                                   | ۳۹٫۹۵۵۳                                          | ۳۹٫۹۵۵۳                                          |
| گینه                   | ۲۲٬۳۹۰ دلار (رئیس‌جمهور)                        |                                                | ۲٫۴۳۸۲                                                   |                                                          | ۲۹٫۸۹۳۲                                          |                                                  |
| گینه بیسائو            | ۶٬۳۶۰ دلار (رئیس‌جمهور)                         |                                                |                                                          |                                                          |                                                  |                                                  |
| گویان                  | ۹۱٬۷۰۰ دلار (رئیس‌جمهور)                        | ۹۸٬۳۰۰ دلار (نخست‌وزیر)                         | ۲۵٫۵۳۶۱                                                  | ۲۷٫۳۷۴                                                   | ۱۹٫۴۶۹۲                                          | ۲۰٫۸۷۰۵                                          |
| هائیتی                 | ۳٬۷۸۲ دلار (رئیس‌جمهور)                         |                                                | ۰٫۴۵۲۴                                                   |                                                          | ۴٫۸۲۴                                            |                                                  |
| هندوراس                | ۴۹٬۹۰۸ دلار (رئیس‌جمهور)                        | ۴۹٬۹۰۸ دلار (رئیس‌جمهور)                        | ۲٫۱۷۲۳                                                   | ۲٫۱۷۲۳                                                   | ۱۸٫۰۴۳۴                                          | ۱۸٫۰۴۳۴                                          |
| هنگ کنگ                | ۵۶۸٬۴۰۰ دلار (رئیس اجرایی)                     | ۵۶۸٬۴۰۰ دلار (رئیس اجرایی)                     | ۱٫۸۷۲۲                                                   | ۱٫۸۷۲۲                                                   | ۱۳٫۸۷۲۶                                          | ۱۳٫۸۷۲۶                                          |
| مجارستان               | ۱۲۷٬۱۵۹ دلار (رئیس‌جمهور)                       | ۱۱۵٬۲۰۶ دلار (نخست‌وزیر)                        | ?                                                        | ?                                                        | ?                                                | ?                                                |
| ایسلند                 | ۳۱۷٬۰۰۰ دلار (رئیس‌جمهور)                       | ۲۴۲٬۶۱۹ دلار (نخست‌وزیر)                        | ۷٫۹۸۸۶                                                   | ۱۰٫۱۴۷۶                                                  | ۲٫۷۱۵۷                                           | ۳٫۴۴۹۶                                           |
| هند                    | ۸۴٬۵۰۰ دلار (رئیس‌جمهور)                        | ۶۶٬۰۰۰ دلار (نخست‌وزیر)                         | ۰٫۰۳۳۳                                                   | ۰٫۰۱۰۷                                                   | ۴۳٫۸۷۲۹                                          | ۱۴٫۱۲                                            |
| اندونزی                | ۵۱٬۶۰۰ دلار (رئیس‌جمهور)                        | ۵۱٬۶۰۰ دلار (رئیس‌جمهور)                        | ۰٫۱۲۲۳                                                   | ۰٫۱۲۲۳                                                   | ۳۲٫۰۳۵۹                                          | ۳۲٫۰۳۵۹                                          |
| ایران                  | ۰ دلار (رهبر)                                  | ۲۰٬۴۰۰ دلار (رئیس‌جمهور)                        |                                                          | ۰٫۰۴۳۹                                                   |                                                  | ۳٫۵۷۱۵                                           |
| عراق                   | ۸۰۹٬۶۷۳ دلار (رئیس‌جمهور)                       | ۹۶٬۰۰۰ دلار (نخست‌وزیر)                         | ۴٫۰۹۵۵                                                   | ۰٫۴۸۵۶                                                   | ۱۵۹٫۱۳۳۸                                         | ۱۸٫۸۶۷۹                                          |
| جمهوری ایرلند          | ۴۰۱٬۰۰۰ دلار (رئیس‌جمهور)                       | ۲۳۷٬۰۰۰ دلار (نخست‌وزیر)                        | ۱٫۲۰۰۶                                                   | ۰٫۷۰۹۶                                                   | ۵٫۶۷۶۸                                           | ۳٫۳۵۵۱                                           |
| اسرائیل                | ۱۷۳٬۰۰۰ دلار (رئیس‌جمهور)                       | ۱۶۸٬۲۱۰ دلار (نخست‌وزیر)                        | ۰٫۴۹۳۴                                                   | ۰٫۴۷۹۸                                                   | ۴٫۲۹۷۳                                           | ۴٫۱۷۸۳                                           |
| ایتالیا                | ۲۷۵٬۱۴۷ دلار (رئیس‌جمهور)                       | ۱۳۱٬۶۰۸ دلار (نخست‌وزیر)                        | ۰٫۱۴۲                                                    | ۰٫۰۶۷۹                                                   | ۸٫۶۰۲۶                                           | ۴٫۱۱۴۸                                           |
| ساحل عاج               | ۱۰۰٬۰۰۰ دلار (رئیس‌جمهور)                       |                                                | ۲٫۴۷۷۷                                                   |                                                          | ۶۱٫۸۴۲۹                                          |                                                  |
| جامائیکا               | ۷۰٬۴۰۰ دلار (فرماندار کل)                      | ۵۷٬۵۴۵ دلار (نخست‌وزیر)                         |                                                          | ۳٫۳۵۹                                                    |                                                  | ۹٫۵۰۸۷                                           |
| ژاپن                   | ۳٬۰۷۵٬۳۱۶ دلار (امپراتور)                      | ۲۵۴٬۹۳۲ دلار (نخست‌وزیر)                        | ۰٫۶۳۳۶                                                   | ۰٫۰۴۱۶                                                   | ۸۰٫۳۰۴۱                                          | ۵٫۲۷۳۲                                           |
| اردن                   | ۸۴۷٬۴۵۷ دلار (شاه)                             | ۲۵۳٬۸۰۰ دلار (نخست‌وزیر)                        |                                                          | ۶٫۲۶۸۷                                                   |                                                  | ۴۴٫۶۹۸۸                                          |
| قزاقستان               | ۲۰٬۴۰۰ دلار (رئیس‌جمهور)                        | ۲٬۶۳۰ دلار (نخست‌وزیر)                          | ۰٫۱۲۶۸                                                   | ۰٫۰۱۶۴                                                   | ۲٫۳۰۷۴                                           | ۰٫۲۹۷۵                                           |
| کنیا                   | ۱۹۲٬۲۰۰ دلار (رئیس‌جمهور)                       | ۱۷۳٬۳۰۰ دلار (معاون رئیس‌جمهور)                 | ۱٫۶۶۰۱                                                   |                                                          | ۷۷٫۵۵۵۸                                          |                                                  |
| کیریباتی               | ۱۱٬۱۵۸ دلار (رئیس‌جمهور)                        | ۱۱٬۱۵۸ دلار (رئیس‌جمهور)                        | ۵۰٫۱۵۰۵                                                  | ۵۰٫۱۵۰۵                                                  | ۵٫۴۲۰۱                                           | ۵٫۴۲۰۱                                           |
| کویت                   | ۱۶۵٬۰۰۰٬۰۰۰ دلار (امیر)                        | نخست‌وزیر                                       |                                                          |                                                          |                                                  |                                                  |
| قرقیزستان              | ۱۸٬۸۰۰ دلار (رئیس‌جمهور)                        | ۱۲٬۸۰۰ دلار (نخست‌وزیر)                         | ۲٫۶۶۲۵                                                   | ۱٫۸۱۲۸                                                   | ۱۶٫۴۳۳۶                                          | ۱۱٫۱۸۸۸                                          |
| لائوس                  | ۱٬۶۳۰ دلار (رئیس‌جمهور)                         |                                                |                                                          |                                                          |                                                  |                                                  |
| لتونی                  | ۷۰٬۷۱۸ دلار (رئیس‌جمهور)                        | ۵۹٬۶۴۴ دلار (نخست‌وزیر)                         | ۲٫۳۳۲۵                                                   | ۱٫۹۶۷۲                                                   | ۴٫۵۴۸۷                                           | ۳٫۸۳۶۴                                           |
| لبنان                  | ۱۵۰٬۰۰۰ دلار (ریاست جمهوری)                    | ۱۴۱٬۹۰۰ دلار (نخست‌وزیر)                        | ۲٫۹۱۵۱                                                   | ۲٫۹۱۵۱                                                   | ۱۳٫۱۴۷۵                                          | ۱۳٫۱۴۷۵                                          |
| لسوتو                  | ۵۲٬۷۷۸ دلار (پادشاه)                           | ۳۶٬۶۵۰ دلار (نخست‌وزیر)                         |                                                          | ۱۳٫۴۶۹۳                                                  |                                                  | ۲۵٫۷۱۹۳                                          |
| لیبریا                 | ۹۰٬۰۰۰ دلار (رئیس‌جمهور)                        | ۹۰٬۰۰۰ دلار (رئیس‌جمهور)                        | ۴۲٫۰۵۶۱                                                  | ۴۲٫۰۵۶۱                                                  | ۱۲۳٫۴۵۶۸                                         | ۱۲۳٫۴۵۶۸                                         |
| لیبی                   | ۱۰۵٬۰۰۰ دلار (رئیس‌جمهور)                       |                                                | ۳٫۳۵۱۳                                                   |                                                          | ۲۱٫۶۰۹۴                                          |                                                  |
| لیختن‌اشتاین            | ۰ دلار (شاهزاده)                               | ۲۵۴٬۶۶۰ دلار (نخست‌وزیر)                        |                                                          |                                                          |                                                  |                                                  |
| لیتوانی                | ۸۶٬۱۳۶ دلار (حاکم)                             | ۵۰٬۱۰۰ (نخست‌وزیر)                              | ۱٫۸۲۲۵                                                   | ۱٫۰۶                                                     | ۵٫۱۴۸۶                                           | ۲٫۹۹۴۶                                           |
| لوکزامبورگ             | ۱۲٬۳۳۳٬۱۰۲ دلار (دوک اعظم)                     | ۲۷۸٬۰۰۰ دلار (نخست‌وزیر)                        | ۱۹۷٫۶۶۸                                                  | ۴٫۴۵۵۶                                                   | ۱۱۶٫۵۶۶۷                                         | ۲٫۶۲۷۵                                           |
| ماداگاسکار             | رئیس‌جمهور                                      |                                                |                                                          |                                                          |                                                  |                                                  |
| مالاوی                 | ۷۴٬۳۰۰ دلار (رئیس‌جمهور)                        | ۷۴٬۳۰۰ دلار (رئیس‌جمهور)                        | ۱۱٫۸۶۷۱                                                  | ۱۱٫۸۶۷۱                                                  | ۲۲۹٫۳۲۱                                          | ۲۲۹٫۳۲۱                                          |
| مالزی                  | ۲۶۳٬۵۰۰ دلار (رئیس حکومت)                      | ۶۱٬۸۴۴ دلار (نخست‌وزیر)                         | ۰٫۸۳۷۸                                                   | ۰٫۱۹۶۶                                                   | ۲۶٫۸۵۲۱                                          | ۶٫۳۰۲۳                                           |
| مالدیو                 | ۷۷٬۷۶۸ دلار (رئیس‌جمهور)                        | ۷۷٬۷۶۸ دلار (رئیس‌جمهور)                        | ۱۷٫۲۰۵۳                                                  | ۱۷٫۲۰۵۳                                                  | ۶٫۲۰۸                                            | ۶٫۲۰۸                                            |
| مالی                   | ۶۸٬۹۰۰ دلار (رئیس‌جمهور)                        | ۲۳٬۲۸۰ دلار (نخست‌وزیر)                         | ۴٫۵۹۳۹                                                   |                                                          | ۸۴٫۹۵۶۸                                          |                                                  |
| مالت                   | ۷۰٬۹۵۵ دلار (رئیس‌جمهور)                        | ۵۶٬۹۰۰ دلار (نخست‌وزیر)                         | ۵٫۹۰۷۵                                                   | ۴٫۷۳۷۳                                                   | ۲٫۶۰۳۹                                           | ۲٫۰۸۸۱                                           |
| جزایر مارشال           | ۶۰٬۰۰۰ دلار (رئیس‌جمهور)                        | ۶۰٬۰۰۰ دلار (رئیس‌جمهور)                        |                                                          |                                                          |                                                  |                                                  |
| موریتانی               | ۳۰۰٬۰۰۰ دلار (رئیس‌جمهور)                       |                                                | ۶۰٫۱۸۰۵                                                  |                                                          | ۲۲۷٫۶۱۷۶                                         |                                                  |
| موریس                  | ۹۳٬۷۸۳ دلار (رئیس‌جمهور)                        | ۱۸۷٬۹۶۸ دلار (نخست‌وزیر)                        | ۷٫۶۴۱۴                                                   | ۱۵٫۳۱۵۶                                                  | ۹٫۵۷۵۶                                           | ۱۹٫۱۹۲۲                                          |
| مکزیک                  | ۶۷٬۹۰۳ دلار (رئیس‌جمهور)                        | ۶۷٬۹۰۳ دلار (رئیس‌جمهور)                        | ۰٫۰۵۹۰                                                   | ۰٫۰۵۹۰                                                   | ۷٫۲۹۸۱                                           | ۷٫۲۹۸۱                                           |
| ایالات فدرال میکرونزی  | ۳۲٬۰۰۰ دلار (رئیس‌جمهور)                        | ۳۰٬۰۰۰ دلار (معاون اول)                        | ۹۷٫۲۶۴۴                                                  | ۹۱٫۱۸۵۴                                                  | ۱۰                                               | ۹٫۳۷۵                                            |
| مولدووا                | ۹٬۲۶۴ دلار (رئیس‌جمهور)                         | ۶٬۴۳۳ دلار (نخست‌وزیر)                          | ۱٫۱۶۶                                                    | ۰٫۸۰۹۷                                                   | ۴٫۰۶۳۲                                           | ۲٫۸۲۱۵                                           |
| موناکو                 | ۵۲٬۰۶۳٬۰۰۰ دلار (شاهزاده)                      | ۲۰۲٬۰۰۰ دلار (نخست‌وزیر)                        |                                                          |                                                          |                                                  |                                                  |
| مغولستان               | ۱۱٬۶۲۰ دلار (رئیس‌جمهور)                        | ۱۱٬۳۹۰ دلار (نخست‌وزیر)                         | ۰٫۸۴۰۲                                                   | ۰٫۸۲۲۵                                                   | ۲٫۵۰۸۸                                           | ۲٫۴۵۶                                            |
| مونته‌نگرو              | ۳۳٬۴۴۰ دلار (رئیس‌جمهور)                        | ۱۵٬۵۲۲ دلار (نخست‌وزیر)                         | ۷٫۵۹۱۴                                                   | ۳٫۵۲۳۷                                                   | ۴٫۳۷۳                                            | ۲٫۰۲۹۸                                           |
| مراکش                  | ۴۸۸٬۶۰۴ دلار (فهرست فرمانروایان مراکش)         | ۶۲٬۵۰۰ دلار (نخست‌وزیر)                         | ۴٫۴۴۹                                                    |                                                          | ۱۵۵٫۰۶۳۲                                         |                                                  |
| موزامبیک               | ۴۶٬۸۰۰ دلار (رئیس‌جمهور)                        |                                                | ۳٫۷۹۱                                                    |                                                          | ۱۰۹٫۰۹۰۹                                         |                                                  |
| میانمار                | ۴۰٬۹۸۰ دلار (رئیس‌جمهور)                        | ۳۲٬۷۸۴ دلار (معاون رئیس)                       |                                                          |                                                          |                                                  |                                                  |
| نامیبیا                | ۹۹٬۲۴۱ دلار (رئیس‌جمهور)                        | ۷۶٬۳۳۹ دلار (نخست‌وزیر)                         | ۷٫۹۰۲۶                                                   | ۶٫۰۷۸۹                                                   | ۱۸٫۳۳۳۸                                          | ۱۴٫۱۰۲۹                                          |
| نائورو                 | ۷۴٬۴۱۱ دلار (رئیس‌جمهور)                        | ۷۴٬۴۱۱ دلار (رئیس‌جمهور)                        |                                                          |                                                          | ۸٫۶۷۷۷                                           | ۰                                                |
| نپال                   | ۱۷٬۵۸۴ دلار (رئیس‌جمهور)                        | ۹٬۰۳۳ دلار (نخست‌وزیر)                          | ۰٫۷۱۸۵                                                   | ۰٫۳۶۹۱                                                   | ۲۱٫۰۸۳۹                                          | ۱۰٫۸۳۰۹                                          |
| پادشاهی هلند           | ۶٬۰۸۲٬۷۳۶ دلار (پادشاه)                        | ۱۹۳٬۸۴۴ دلار (نخست‌وزیر)                        | ۷٫۳۶۶۴                                                   | ۰٫۲۳۴۸                                                   | ۱۲۵٫۸۱۶۷                                         | ۴٫۰۰۹۵                                           |
| نیوزیلند               | ۲۶۰٬۲۴۵ دلار (استاندار)                        | ۳۲۵٬۵۴۶ دلار (نخست‌وزیر)                        | ۱٫۲۹۱۶                                                   | ۱٫۶۱۵۷                                                   | ۶٫۲۵۶۹                                           | ۷٫۸۲۶۹                                           |
| نیکاراگوئه             | ۳۸٬۳۱۶ دلار (رئیس‌جمهور)                        | ۳۸٬۳۱۶ دلار (رئیس‌جمهور)                        | ۲٫۷۹۸۴                                                   | ۲٫۷۹۸۴                                                   | ۱۷٫۳۶۱۱                                          | ۱۷٫۳۶۱۱                                          |
| نیجر                   |                                                |                                                |                                                          |                                                          |                                                  |                                                  |
| نیجریه                 | ۶۹٬۰۰۰ دلار (رئیس‌جمهور)                        | ۶۹٬۰۰۰ دلار (رئیس‌جمهور)                        | ۰٫۱۸۳۴                                                   |                                                          | ۳۴٫۶۰۳۸                                          |                                                  |
| کره شمالی              |                                                |                                                |                                                          |                                                          |                                                  |                                                  |
| مقدونیه شمالی          | ۱۷٬۲۵۰ دلار (رئیس‌جمهور)                        | ۱۵٬۶۰۰ دلار (نخست‌وزیر)                         | ۱٫۵۱۱                                                    | ۱٫۳۶۶۵                                                   | ۳٫۱۵۱۳                                           | ۲٫۸۴۹۸                                           |
| نروژ                   | ۳۳٬۲۳۷٬۰۰۰ دلار (پادشاه)                       | ۲۱۰٬۷۱۴ دلار (نخست‌وزیر)                        | ۸۳٫۸۳۵۱                                                  | ۰٫۵۳۱۵                                                   | ۴۴۳٫۵۰۸۹                                         | ۲٫۸۱۱۷                                           |
| عمان                   | ۷٬۲۳۸٬۰۰۰ دلار (سلطان)                         |                                                |                                                          |                                                          |                                                  |                                                  |
| پاکستان                | ۶۵٬۷۹۴ دلار (رئیس‌جمهور)                        | ۱۳٬۵۵۳ دلار (نخست‌وزیر)                         | ۰٫۱۵۳۳                                                   | ۰٫۰۴۴۶                                                   | ۳۰٫۲۴۰۱                                          | ۸٫۷۹۴۹                                           |
| پالائو                 | ۹۰٬۰۰۰ دلار (رئیس‌جمهور)                        | ۹۰٬۰۰۰ دلار (رئیس‌جمهور)                        | ۲۸۰٫۳۷۳۸                                                 | ۲۸۰٫۳۷۳۸                                                 | ۵٫۲۶۴۵                                           | ۵٫۲۶۴۵                                           |
| دولت فلسطین            | ۱۲۰٬۰۰۰ دلار (رئیس‌جمهور)                       | ۴۸٬۰۰۰ دلار (نخست‌وزیر)                         |                                                          |                                                          |                                                  |                                                  |
| پاناما                 | ۸۴٬۰۰۰ دلار (رئیس‌جمهور)                        | ۸۴٬۰۰۰ دلار (رئیس‌جمهور)                        | ۱٫۳۵۸۴                                                   | ۱٫۳۵۸۴                                                   | ۵٫۵۶۷                                            | ۵٫۵۶۷                                            |
| پاپوآ گینه نو          | ۵۶٬۲۴۹ دلار (استاندار)                         | ۱۰۷٬۵۳۲ دلار (نخست‌وزیر)                        |                                                          | ۴٫۵۵۳۲                                                   |                                                  | ۳۷٫۵۸۵۵                                          |
| پاراگوئه               | ۱۰۳٬۰۴۴ دلار (رئیس‌جمهور)                       | ۱۰۳٬۰۴۴ دلار (رئیس‌جمهور)                       | ۳٫۴۷۹                                                    | ۳٫۴۷۹                                                    | ۲۴٫۱۸۸۷                                          | ۲۴٫۱۸۸۷                                          |
| پرو                    | ۵۶٬۵۳۰ دلار (رئیس‌جمهور)                        | ۵۱٬۵۳۷ دلار (نخست‌وزیر)                         | ۰٫۲۶۵۶                                                   |                                                          | ۸٫۴۵۴۳                                           |                                                  |
| فیلیپین                | ۹۵٬۵۵۴ دلار (رئیس‌جمهور)                        | ۹۵٬۵۵۴ دلار (رئیس‌جمهور)                        | ۰٫۳۰۴۹                                                   | ۰٫۳۰۴۹                                                   | ۳۲٫۱۰۸۲                                          | ۳۲٫۱۰۸۲                                          |
| لهستان                 | ۷۰٬۰۲۶ دلار (رئیس‌جمهور)                        | ۵۷٬۷۷۲ دلار (نخست‌وزیر)                         | ۰٫۱۳۳۴                                                   | ۰٫۱۱۰۱                                                   | ۵٫۰۶۵۹                                           | ۴٫۱۷۹۴                                           |
| پرتغال                 | ۹۶٬۴۶۹ دلار (رئیس‌جمهور)                        | ۷۲٬۳۵۲ دلار (نخست‌وزیر)                         | ۰٫۴۴۲۴                                                   | ۰٫۳۳۱۸                                                   | ۴٫۵۵۸۸                                           | ۳٫۴۱۹۱                                           |
| قطر                    | ۳۶٬۰۰۰٬۰۰۰ دلار (امیر)                         |                                                | ۲۱۶٫۴۴۲۴                                                 |                                                          | ۵۹۲٫۰۶۶۳                                         |                                                  |
| رومانی                 | ۶۱٬۲۹۶ دلار (رئیس‌جمهور)                        | ۶۱٬۲۹۶ دلار (نخست‌وزیر)                         | ۰٫۲۹۰۱                                                   | ۰٫۲۹۰۱                                                   | ۵٫۶۹۸۲                                           | ۵٫۶۹۸۲                                           |
| روسیه                  | ۱۳۶٬۰۰۰ دلار (رئیس‌جمهور)                       | ۱۰۵٬۰۰۰ دلار (نخست‌وزیر)                        | ۰٫۰۸۹                                                    | ۰٫۰۶۸۷                                                   | ۱۲٫۸۲۰۵                                          | ۹٫۸۹۸۲                                           |
| رواندا                 | ۸۵٬۰۰۰ دلار (رئیس‌جمهور)                        |                                                | ۹٫۵۳۱۳                                                   |                                                          | ۱۱۰٫۱۰۳۶                                         |                                                  |
| سنت کیتس و نویس        | ۵۱٬۰۰۰ دلار (استاندار)                         | ۵۰٬۸۴۴ دلار (نخست‌وزیر)                         |                                                          |                                                          |                                                  |                                                  |
| سنت لوسیا              | ۳۶٬۱۱۱ دلار (استاندار)                         | ۵۰٬۶۸۵ دلار (نخست‌وزیر)                         |                                                          | ۲۰٫۰۹۳۲                                                  |                                                  | ۳٫۵۹۱۱                                           |
| سنت وینسنت و گرنادین‌ها | ۴۵٬۰۴۲ دلار (استاندار)                         | ۵۵٬۷۲۴ دلار (نخست‌وزیر)                         |                                                          |                                                          |                                                  |                                                  |
| ساموآ                  | ۸۲٬۰۰۰ دلار (رئیس دولت)                        | ۷۸٬۰۰۰ دلار (نخست‌وزیر)                         | ۹۷٫۱۵۶۴                                                  | ۹۲٫۴۱۷۱                                                  | ۱۹٫۲۸۰۵                                          | ۱۸٫۳۴                                            |
| سان مارینو             | ۸۳٬۶۸۲ دلار (رئیس دولت)                        | ۸۳٬۶۸۲ دلار (رئیس دولت)                        | ۵۲٫۵۶۴۱                                                  | ۵۲٫۵۶۴۱                                                  | ۱٫۷۶۵۲                                           | ۱٫۷۶۵۲                                           |
| سائوتومه و پرنسیپ      | ۲٬۹۳۰ دلار (رئیس‌جمهور)                         | ۲٬۱۰۰ دلار (نخست‌وزیر)                          |                                                          |                                                          |                                                  |                                                  |
| عربستان سعودی          | ۹٬۶۰۰٬۰۰۰٬۰۰۰ دلار (پادشاه)                    | ۱۳۲٬۴۰۰ دلار (وزیر)                            |                                                          |                                                          |                                                  |                                                  |
| سنگال                  | ۱۵٬۲۱۰ دلار (رئیس‌جمهور)                        |                                                | ۰٫۹۴۷۳                                                   |                                                          | ۱۴٫۶۵۳۲                                          |                                                  |
| صربستان                | ۱۴٬۹۵۰ دلار (رئیس‌جمهور)                        | ۱۳٬۷۳۶ دلار (نخست‌وزیر)                         | ۰٫۳۶۰۵                                                   | ۰٫۳۳۱۲                                                   | ۲٫۵۳۴۳                                           | ۲٫۳۲۸۵                                           |
| سیشل                   | ۲۳٬۷۰۰ دلار (رئیس‌جمهور)                        | ۲۱٬۸۰۰ دلار (معاون رئیس)                       |                                                          |                                                          |                                                  |                                                  |
| سیرالئون               | ۱۲٬۲۲۰ دلار (رئیس‌جمهور)                        |                                                | ۳٫۱۳۵۷                                                   |                                                          | ۲۴٫۸۸۸                                           |                                                  |
| سنگاپور                | ۱٬۴۴۲٬۰۰۰ دلار (رئیس‌جمهور)                     | ۱٬۶۱۰٬۰۰۰ دلار (نخست‌وزیر)                      | ۴٫۴۵۲                                                    | ۴٫۹۷۰۶                                                   | ۲۴٫۹۸۵۷                                          | ۲۷٫۸۹۶۷                                          |
| اسلواکی                | ۱۲۹٬۲۸۴ دلار (رئیس‌جمهور)                       | ۷۰٬۹۷۳ دلار (نخست‌وزیر)                         | ۱٫۳۴۷۶                                                   | ۰٫۷۳۹۸                                                   | ۷٫۳۱۹۱                                           | ۴٫۰۱۷۹                                           |
| اسلوونی                | ۸۰٬۱۴۲ دلار (رئیس‌جمهور)                        | ۸۷٬۸۱۸ دلار (نخست‌وزیر)                         | ۱٫۶۴                                                     | ۱٫۷۹۷                                                    | ۳٫۳۸۸۱                                           | ۳٫۷۱۲۶                                           |
| جزایر سلیمان           | ۱۶٬۶۴۰ دلار (استاندار)                         | ۱۸٬۱۸۱ دلار (نخست‌وزیر)                         | ۱۳٫۰۷۱۵                                                  | ۱۴٫۲۸۲                                                   | ۷٫۹۹۶۲                                           | ۸٫۷۳۶۷                                           |
| سومالی                 | ۱۲۰٬۰۰۰ دلار (رئیس‌جمهور)                       |                                                |                                                          |                                                          |                                                  |                                                  |
| آفریقای جنوبی          | ۲۲۳٬۵۰۰ دلار (رئیس‌جمهور)                       | ۲۲۳٬۵۰۰ دلار (رئیس‌جمهور)                       | ۰٫۶۳۹۹                                                   | ۰٫۶۳۹۹                                                   | ۳۶٫۱۶۵                                           | ۳۶٫۱۶۵                                           |
| کره جنوبی              | ۲۱۱٬۳۲۰ دلار (رئیس‌جمهور)                       | ۲۱۱٬۳۲۰ دلار (رئیس‌جمهور)                       | ۰٫۱۳۶۵                                                   | ۰٫۱۳۶۵                                                   | ۷٫۰۲۵۵                                           | ۷٫۰۲۵۵                                           |
| سودان جنوبی            | ۶۰٬۰۰۰ دلار (رئیس‌جمهور)                        | ۶۰٬۰۰۰ دلار (رئیس‌جمهور)                        | ۲۰٫۹۰۵۹                                                  | ۲۰٫۹۰۵۹                                                  | ۲۶۳٫۱۵۷۹                                         | ۲۶۳٫۱۵۷۹                                         |
| اسپانیا                | ۳۰۴٬۰۵۵ دلار (پادشاه)                          | ۹۷٬۹۲۶ دلار (نخست‌وزیر)                         |                                                          | ۰٫۰۷۴۵                                                   |                                                  | ۳٫۴۵۳۱                                           |
| سری‌لانکا               | ۷٬۳۸۰ دلار (رئیس‌جمهور)                         | ۵٬۶۰۰ دلار (نخست‌وزیر)                          | ۰٫۰۸۴۳                                                   | ۰٫۰۶۳۹                                                   | ۱٫۸۰۷۱                                           | ۱٫۳۷۱۲                                           |
| سودان                  | ۲۹٬۳۲۰ دلار (رئیس‌جمهور)                        |                                                | ۰٫۵۰۳۴                                                   |                                                          | ۲۰٫۵۳۲۲                                          |                                                  |
| سورینام                | ۱۳۳٬۵۶۰ دلار (رئیس‌جمهور)                       | ۱۱۶٬۸۷۰ دلار (معاون رئیس)                      | ۳۶٫۴۴۲                                                   | ۳۱٫۸۸۸۱                                                  | ۲۳٫۲۴۴                                           | ۲۰٫۳۳۹۴                                          |
| اسواتینی               | ۵۶٬۰۵۱٬۳۳۶ دلار ( پادشاه )                     | ۵۱٬۶۰۰ دلار (نخست‌وزیر)                         | ۱۳۹۰۸٫۵۲۰۱                                               | ۱۲٫۸۰۴                                                   | ۱۴۳۱۷٫۰۷۱۸                                       | ۱۳٫۱۸۰۱                                          |
| سوئد                   | ۱۵٬۷۵۲٬۰۰۰ دلار (پادشاه)                       | ۲۴۴٬۶۱۵ دلار (نخست‌وزیر)                        | ۲۹٫۲۴۷۶                                                  | ۰٫۴۵۴۲                                                   | ۲۹۵٫۹۹۰۱                                         | ۴٫۵۹۶۵                                           |
| سوئیس                  | ۵۰۷٬۰۰۰ دلار (رئیس‌جمهور)                       | ۴۹۵٬۰۰۰ دلار (شورای فدرال)                     | ۰٫۷۴۷۲                                                   | ۰٫۷۲۹۵                                                   | ۶٫۲۹۱                                            | ۶٫۱۴۲۱                                           |
| سوریه                  | ۵۷۶٬۰۰۰ دلار                                   | ۱۸٬۲۸۵ دلار (نخست‌وزیر)                         |                                                          | ۰٫۲۳۶۱                                                   |                                                  |                                                  |
| تایوان                 | ۱۸۰٬۰۰۰ دلار (رئیس‌جمهور)                       | ۱۲۱٬۵۰۰ دلار (Premier)                         |                                                          |                                                          |                                                  |                                                  |
| تاجیکستان              | ۱۳٬۲۰۰ دلار (رئیس‌جمهور)                        |                                                | ۱٫۸۲۴۷                                                   |                                                          | ۱۶٫۰۱۹۴                                          |                                                  |
| تانزانیا               | ۴۷٬۳۰۰ دلار (رئیس‌جمهور)                        | ۴۵٬۰۰۰ دلار (نخست‌وزیر)                         | ۰٫۹۱۴۵                                                   |                                                          | ۴۵٫۷۴۴۷                                          |                                                  |
| تایلند                 | ۹۰۱٬۶۷۰٬۰۰۰ دلار (پادشاه)                      | ۴۹٬۷۲۸ دلار (نخست‌وزیر)                         |                                                          | ۰٫۱۰۹۲                                                   |                                                  | ۷٫۵۴۴۸                                           |
| توگو                   | رئیس‌جمهور                                      |                                                |                                                          |                                                          |                                                  |                                                  |
| تونگا                  | ۲٬۱۲۹٬۵۴۰ دلار (پادشاه)                        | ۴۱٬۵۰۴ دلار (نخست‌وزیر)                         | ۴۸۷۳٫۰۸۹۲                                                | ۹۴٫۹۷۴۸                                                  | ۵۰۹٫۸۲۵۲                                         | ۹٫۹۳۶۳                                           |
| ترینیداد و توباگو      | ۵۴٬۶۰۰ دلار (رئیس‌جمهور)                        | ۸۵٬۶۰۰ دلار (نخست‌وزیر)                         | ۲٫۶۸۹۷                                                   | ۴٫۲۱۶۷                                                   | ۳٫۴۶۲۵                                           | ۵٫۴۲۸۴                                           |
| تونس                   | ۱۶٬۷۰۰ دلار (رئیس‌جمهور)                        | ۳۳٬۳۵۵ دلار (نخست‌وزیر)                         | ۰٫۴۱۴۶                                                   |                                                          | ۴٫۷۷۶۹                                           |                                                  |
| ترکیه                  | ۱۹۷٬۴۰۰ دلار (رئیس‌جمهور)                       | ۱۹۷٬۴۰۰ دلار (رئیس‌جمهور)                       | ۰٫۲۳۲۴                                                   | ۰٫۲۳۲۴                                                   | ۱۸٫۷۷۸۵                                          | ۱۸٫۷۷۸۵                                          |
| ترکمنستان              | ۱۰٬۸۰۰ دلار (رئیس‌جمهور)                        | ۱۰٬۸۰۰ دلار (رئیس‌جمهور)                        | ۰٫۲۸۴۸                                                   | ۰٫۲۸۴۸                                                   | ۱٫۶۲۵۸                                           | ۱٫۶۲۵۸                                           |
| تووالو                 | ۱۷٬۶۶۰ دلار (استاندار)                         | ۱۹٬۸۰۸ دلار (نخست‌وزیر)                         | ۴۴۱٫۵                                                    | ۴۹۵٫۲                                                    | ۴٫۸۵۴۳                                           | ۵٫۴۴۴۷                                           |
| اوگاندا                | ۱۸۳٬۲۱۶ دلار (رئیس‌جمهور)                       |                                                | ۶٫۹۵۳۴                                                   |                                                          | ۲۶۲٫۱۱۱۶                                         |                                                  |
| اوکراین                | ۱۱٬۶۰۰ دلار (رئیس‌جمهور)                        | ۳٬۸۴۰ دلار (نخست‌وزیر)                          | ۰٫۱۰۶۱                                                   | ۰٫۰۳۵۱                                                   | ۴٫۴۹۰۹                                           | ۱٫۴۸۶۶                                           |
| امارات متحده عربی      | ۴٬۶۰۸٬۲۷۳٬۰۰۰ دلار (رئیس)                      | ۲۶۱٬۴۰۰ دلار (نخست‌وزیر)                        |                                                          |                                                          |                                                  |                                                  |
| ایالات متحده آمریکا    | ۴۰۰٬۰۰۰ دلار (رئیس‌جمهور)                       | ۴۰۰٬۰۰۰ دلار (رئیس‌جمهور)                       | ۰٫۰۲۰۶                                                   | ۰٫۰۲۰۶                                                   | ۶٫۷۲۲۶                                           | ۶٫۷۲۲۶                                           |
| بریتانیا               | ۱۲۲٬۴۴۲٬۵۰۸ دلار (پادشاه)                      | ۱۸۵٬۵۰۰ دلار (نخست‌وزیر)                        | ۴۰٫۹۱۸۷                                                  | ۰٫۰۸۲۳                                                   | ۲۷۰۲٫۷۱۲۶                                        | ۵٫۴۳۵۵                                           |
| اروگوئه                | ۱۳۹٬۶۰۸ دلار (رئیس‌جمهور)                       | ۱۳۹٬۶۰۸ دلار (رئیس‌جمهور)                       | ۲٫۳۸۹۹                                                   | ۲٫۳۸۹۹                                                   | ۸٫۳۴۸۸                                           | ۸٫۳۴۸۸                                           |
| ازبکستان               | ۱۵٬۶۰۰ دلار (رئیس‌جمهور)                        |                                                | ۰٫۳۲۵۸                                                   |                                                          | ۱۰٫۴۶۲۸                                          |                                                  |
| وانواتو                | ۳۲٬۲۹۵ دلار (رئیس‌جمهور)                        | ۳۲٬۲۹۵ دلار (نخست‌وزیر)                         | ۳۸٫۵۸۴۲                                                  | ۳۸٫۵۸۴۲                                                  | ۱۰٫۴۳۷۹                                          | ۱۰٫۴۳۷۹                                          |
| واتیکان                | یک سکه نقره‌ای، یک سکهٔ مسی و یک سکهٔ طلایی (پاپ) | یک سکه نقره‌ای، یک سکهٔ مسی و یک سکهٔ طلایی (پاپ) |                                                          |                                                          |                                                  |                                                  |
| ونزوئلا                | ۴۸٬۸۱۶ دلار (رئیس‌جمهور)                        | ۴۸٬۸۱۶ دلار (رئیس‌جمهور)                        | ۰٫۲۳۲۴                                                   |                                                          | ۷٫۳۰۳۴                                           |                                                  |
| ویتنام                 | ۸٬۳۲۰ دلار (رئیس‌جمهور)                         | ۸٬۰۰۰ دلار (نخست‌وزیر)                          | ۰٫۰۳۷۷                                                   | ۰٫۰۳۶۳                                                   | ۳٫۵۳۴۴                                           | ۳٫۳۹۸۵                                           |
| یمن                    | ۱۵٬۳۰۰ دلار (رئیس‌جمهور یمن)                    | ۱۲٬۰۴۰ دلار (نخست‌وزیر)                         | ۰٫۹۲۶۷                                                   | ۰٫۷۲۹۲                                                   | ۲۷٫۷۶۷۷                                          | ۲۱٫۸۵۱۲                                          |
| زامبیا                 | ۶۳٬۱۰۰ دلار (رئیس‌جمهور)                        | ۴۳٬۸۰۰ دلار (معاون رئیس)                       | ۲٫۵۰۹۴                                                   |                                                          | ۴۳٫۲۴۳۲                                          |                                                  |
| زیمبابوه               | ۱۴۶٬۵۹۰ دلار (رئیس‌جمهور)                       | ۱۴۶٬۵۹۰ دلار (رئیس‌جمهور)                       | ۸٫۵۷                                                     | ۸٫۵۷                                                     | ۱۲۴٫۶۵۱۴                                         | ۱۲۴٫۶۵۱۴                                         |

## کشورهای دیگر
کشورهای زیر قلمرو خود را کنترل و توسط حداقل یک کشور عضو سازمان ملل به رسمیت شناخته شده.
| دولت                       | همچنین ادعا شده توسط | رئیس دولت (دلار آمریکا)         | رئیس دولت (دلار آمریکا)       |
| -------------------------- | -------------------- | ------------------------------- | ----------------------------- |
| آبخاز                      | گرجستان              |                                 |                               |
| کوزوو                      | صربستان              | ۳۹٬۶۵۰ دلار آمریکا (رئیس‌جمهور)  | ۴۰٬۵۱۹ دلار آمریکا (نخست‌وزیر) |
| قبرس شمالی                 | قبرس                 |                                 | ۳۹٬۰۲۸ دلار آمریکا (نخست‌وزیر) |
| جمهوری دموکراتیک عربی صحرا | مراکش                |                                 |                               |
| اوستیای جنوبی              | گرجستان              |                                 |                               |
| تایوان                     | چین                  | ۱۸۰٬۰۰۰ دلار آمریکا (رئیس‌جمهور) | ۱۲۱٬۵۰۰ دلار آمریکا (برتر)    |

کشورهای زیر/دولت قلمرو خود را کنترل، اما توسط هر کشورهای عضو سازمان ملل به رسمیت شناخته نشده.
| دولت          | همچنین ادعا شده توسط | رئیس دولت (دلار آمریکا)        | رئیس دولت (دلار آمریکا) |
| ------------- | -------------------- | ------------------------------ | ----------------------- |
| جمهوری آرتساخ | جمهوری آذربایجان     | ۱۹٬۶۰۰ دلار آمریکا (رئیس‌جمهور) |                         |
| ترانس‌نیستریا  | مولدووا              |                                |                         |